# Lærling
En lærling eller læredreng er ved at lære et håndværk og står i lære. Under uddannelsen er han lærling, og uddannelsen afsluttes med en svendeprøve og han modtager et svendebrev og kan kalde sig svend.
Lærling er et meget gammelt begreb, og ordning af lærlingeforholdet kendes fra Middelalderen, hvor lavsskråer havde bestemmelser om læretidens længde, lønnen, antallet af lærlinge på hvert lærested og forholdet mellem svende og lærlinge.

## Forordninger om lærlinge
Den 10. december 1621 regulerede en kongelig forordning de juridiske forhold om læretiden, og herfra blev mesters forpligtelser fastlagt. Med en ny forordning af 6. maj 1682 blev alle vilkår og betingelser reguleret i detaljer.

## Lærlingelov
Den første lærlingelov blev indført den 30. marts 1889 ("Lov om Lærlingeforholdet")
- I 1921 bliver lærlingeloven ændret, så arbejdsgiver og lønmodtager kun indstillede, at der skulle afholdes svendeprøve i forbindelse med afslutningen af uddannelsen.

- I 1937 bliver der indført undervisningspligt for lærlinge – typiske aftenundervisning.

- I 1956 bliver undervisningen ændret fra aften- til dagundervisning. Man beslutter at nedlægge mange små tekniske skoler og oprette nogle få store skoler.

- I 1977 bliver Lov om Erhvervs Faglige Grunduddannelser vedtaget – EFG, som fungerer parallelt med lærlingeloven af 1956. EFG indeholder bl.a. et basisår med mulighed for at afprøve flere fag, inden man indgår en kontakt med en virksomhed.

- I 1989 – den 30 marts 1989 – nøjagtig på 100-årsdagen for den første lærlingelov i Danmark – bliver Lov om Erhvervsuddannelser vedtaget. Den erstatter henholdsvis lærlingenloven og EFG.

- I Lov om Erhvervsuddannelser kaldes alle under uddannelse for elever – men indenfor mange fag og indenfor håndværksfag kalder man dem typisk stadigvæk for lærlinge. I Overenskomster for 2007-10 anvendes begrebet 'lærlinge' om personer, der er ved at lære et fag.